# Selo pri Zagorici
Selo pri Zagorici je naselje v Občini Mirna Peč.